# Ioan Nan
Ioan Gabriel Nan (* 3. September 1980 in Brașov) ist ein ehemaliger rumänischer Skirennläufer.

## Karriere
Er begann im Alter von fünf Jahren mit dem Skifahren und gewann mehr als 20 nationale Titel. 1997 nahm er am Europäischen Olympischen Winter-Jugendfestival in Sundsvall teil.
2003 startete Nan in St. Moritz erstmals an Weltmeisterschaften, wo er im Riesenslalom 62. wurde. Bei den Weltmeisterschaften 2007 in Åre erreichte er im Slalom Platz 26 und im Riesenslalom Platz 29 und auch bei den Weltmeisterschaften 2009 in Val-d’Isère wurde er 26. im Slalom.
2010 nahm Nan an den Olympischen Winterspielen in Vancouver teil, wo er im Slalom und im Riesenslalom startete. Im Slalom schied er aus und im Riesenslalom wurde er 49. In Garmisch-Partenkirchen bei den Weltmeisterschaften 2011 erreichte er weder im Slalom noch im Riesenslalom das Ziel.
Sein letztes internationales Rennen bestritt Nan im Dezember 2011, seither ist er nicht mehr in Erscheinung getreten.

## Erfolge

### Olympische Winterspiele
- Vancouver 2010: 49. Riesenslalom, DNF Slalom

### Weltmeisterschaften
- St. Moritz 2003: 62. Riesenslalom
- Åre 2007: 26. Slalom, 29. Riesenslalom
- Val-d'Isère 2009: 26. Slalom, DNF Riesenslalom
- Garmisch-Partenkirchen 2011: DNF Riesenslalom, DNF Slalom

### Juniorenweltmeisterschaften
- Pra Loup 1999: 60. Super-G, 70. Riesenslalom, DNF Slalom

### Weitere Erfolge
- 6 Siege bei FIS-Rennen